# ペーター・シュミードル
ペーター・シュミードル（Peter Schmidl、1941年1月10日 - 2025年2月1日）は、オーストリアのクラリネット奏者。

## 経歴
オロモウツ（現チェコ領）生まれ。ウィーン国立音楽大学でルドルフ・イェッテルに師事し、その後アルフレート・ボスコフスキーにも師事している。
1965年にウィーン国立歌劇場管弦楽団、1968年にウィーン・フィルハーモニー管弦楽団に第1クラリネット奏者として入団、1982年より第1首席奏者となる。1967年よりウィーン国立音楽大学教授として教鞭をとり、現在ではその生徒たちが世界各国のオーケストラで活躍している。
2025年2月1日に死去。84歳没。

## 家族
祖父アロイス・シュミードル、父ヴィクトル・シュミードル、ペーターと3代にわたってウィーン・フィルハーモニー管弦楽団の首席奏者を務めている。